# Falsas esperanzas
«Falsas Esperanzas» (рус. Ложные надежды) — второй сингл американской певицы Кристины Агилеры из её второго студийного и первого испаноязычного альбома Mi Reflejo (2000), выпущенный 2 июля 2001 года. Сингл не попал в Billboard Hot 100. Falsas Esperanzas содержит элементы сальсы.

## Информация о песне
Песня была написана Хорхе Луисом Пилото. Смысл песни в том, что Агилера встречает человека, и проникается к нему симпатией. Она думает, что тоже ему понравилась, но, однако, Кристина осторожна, поскольку, раньше у неё были проблемы в отношениях с парнями. Она говорит «Si tú estás hablando en serio, эй te escucho amor..» (Если Ты говоришь серьёзно, то я выслушаю о твоей любви). Однако, Агилера понимает, что юноша принимает её за очередную куклу для развлечений, и говорит: No me des falsas esperanzas, No me enganes no, oh (Не давай мне ложных надежд, не обманывай меня).

## Список композиций
1. Falsas Esperanzas [Album Version]
2. Falsas Esperanzas [Dance Radio Mix]
3. Falsas Esperanzas [Spanish Dance Club Mix]
4. Falsas Esperanzas [Tropical Mix]
5. Falsas Esperanzas [Strictly For Deejays Mix]